# Simon Fairweather
Simon Fairweather, avstralski lokostrelec, * 9. oktober 1969, Adelaide.
Sodeloval je na lokostrelskem delu poletnih olimpijskih igrah 2000 in  leta 2004.